# 진주 조윤손 묘역
진주 조윤손 묘역(晋州 曺潤孫 墓域)은 대한민국 경상남도 진주시 문산읍 이곡리에 있다.
2010년 2월 11일 경상남도의 기념물 제272호 진주 이곡리 조숙기 묘역으로 지정되었다가, 2018년 12월 20일 현재의 명칭으로 변경되었다.

## 개요
조숙기, 조윤손의 부부묘 4기는 봉분이 흘러내려서 평면 형태는 분명하게 확인되지는 않으나 전면은 ㄷ자형을 이루고, 후면 즉 산의 높은 쪽은 원형에 가까운 형태의 아주 잘 만들어진 무덤이다며 무덤의 면석과 月石 등은 아주 정교하게 만들어진 수작들이다
봉분의 전면에는 잘 다듬은 면석을 붙이고 가운데에 月石을 세웠는데, 면석에는 초화문, 월석에는 청룡과 주작이 새겨져 있으며 상석은 사암을 이용하여 1매로 잘 다듬어 놓았으며, 축대는 치석한 돌을 臥垂積과 縱平積을 혼용하여 쌓았다. 부부묘의 사이에는 작은 돌을 쌓아서 흙의 흘러내림을 방지하고 있다. 그리고 축대 앞에는 납작한 돌을 깔아서 묘역을 정비하고 있다.
그리고, 조숙기의 묘비는 1510년에 세워진 것으로 비문을 짓고 쓴 사람이 각각 목계 강혼과 관포 어득강이라는 당대 이 지역 최고의 인물이었으며, 조윤손의 묘비는 1549년에 세워진 것으로 비문을 짓고 쓴 사람이 각각 관포 어득강과 고산 황기로라는 당대 이 지역 최고의 문인이며 서예가다. 특히 고산 황기로는 우리나라 서예사상 초서의 일인자로 알려져 있으며, 해서로는 ｢李令公遺愛碑｣의 비문과 ｢李蕃神道碑｣의 비문 등 3편만 전할 뿐이다.
이처럼 이 두 분묘의 비석은 건립 시기가 비교적 오래 되었고, 비문의 글을 지은 사람과 글씨를 쓴 사람 또한 당대 이 지역의 최고 인물인데다, 특히 조윤손 묘비는 황기로의 3편만 전해지는 해서 작품 가운데 하나라는 점에서 묘역과 더불어 문화재적 가치가 크다.

## 참고 문헌
- 진주 조윤손 묘역 - 국가유산청 국가유산포털